# Andrew Marvell
Andrew Marvell (Winestead, 31 marzo 1621 – Londra, 16 agosto 1678) è stato un poeta e politico inglese, parlamentarista e figlio di un prete della Chiesa anglicana (anche lui chiamato Andrew Marvell). Scrisse poemi di satira e di pastorale, che fece circolare come manoscritto, e la sua figura di poeta viene spesso associata a quella di John Donne, George Herbert e John Milton (di quest'ultimo fu anche amico e collega).

## Biografia

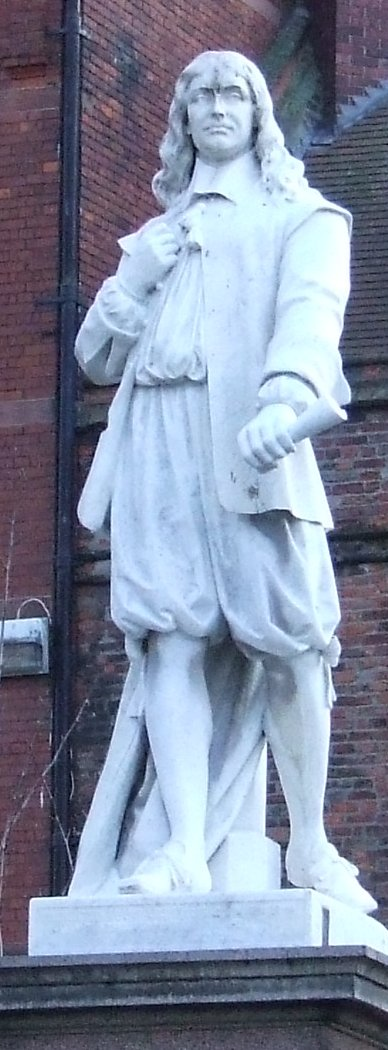
Statua moderna di Andrew Marvell a Kingston-upon-Hull

Ebbe una prospettiva complessa della Rivoluzione inglese. Fu un puritano e amico di John Milton, ma fu moderato nella sua politica, e (a differenza di Milton) fu contrario all'esecuzione di Carlo I. Tuttavia, una delle sue poesie più note è un'ode in onore di Oliver Cromwell.
Ai suoi tempi fu famoso soprattutto per le sue satire, mentre oggi è ricordato soprattutto per i poemi di amore, in particolare To His Coy Mistress (Alla sua timida amante), in cui esorta la sua amata a non sprecare il tempo.